# Gloria Talbott
Gloria Talbott   (Glendale, 7 de febrer de 1931 - Glendale, 19 de setembre de 2000), de vegades als crèdits Gloria Talbot, nascuda Gloria Maude Talbott, va ser una actriu estatunidenca.

## Biografia
Gloria Talbott va néixer a Glendale, Califòrnia. El seu besavi Benjamin F. Patterson va arribar d'Ohio el 1882 i va comprar una mica de superfície a la zona. Més tard va col·laborar amb els plànols de la ciutat.
Va començar la seva carrera com a actriu infantil a pel·lícules com Maytime (1937), Sweet and Low-Down (1944) i A Tree Grows (1945). Va assistir a la Glendale High School.
Al cinema, Gloria Talbott debuta essent una nena (un petit paper que no surt als crèdits) a la pel·lícula musical Maytime de Robert Z. Leonard (amb Jeanette MacDonald i Nelson Eddy), estrenada el 1937. Segueixen altres dues pel·lícules (on tampoc no surt als crèdits) a l'adolescència, una estrenada el 1944; l'altra és A Tree Grows in Brooklyn d'Elia Kazan (amb Dorothy McGuire i Joan Blondell), estrenada el 1945. El 1947, va ser escollida com la guanyadora del concurs de bellesa "Miss Glendale". Al novembre de 1948, Talbott va formar part del repartiment de One Fine Day, una comèdia presentada a l'escenari del Biltmore Theatre de Los Angeles.
Només va rodar vint-i-quatre films americans, els dos primers estrenats el 1952, entre els quals We're Not Married! d'Edmund Goulding (amb Ginger Rogers i Victor Moore). La seva última pel·lícula és el 1966, any en què es retira definitivament per consagrar-se a la seva família.
Entremig, cal destacar la comèdia We're No Angels de Michael Curtiz (1955), amb Humphrey Bogart, Aldo Ray i Peter Ustinov), el melodrama All That Heaven Allows de Douglas Sirk (1955), amb Jane Wyman i Rock Hudson), el film de terror The Daughter of Dr. Jekyll d'Edgar G. Ulmer (1957), amb John Agar i Arthur Shields), o el western Alias Jesse James de Norman Z. McLeod (1959), amb Bob Hope i Rhonda Fleming).
Per la televisió, Gloria Talbott roda vuitanta-una sèries entre 1951 i 1966, entre les quals Zorro (quatre episodis, 1959), Wanted: Dead or Alive (tres episodis, 1958-1960) i Perry Mason (quatre episodis, 1961-1966).

## Mort

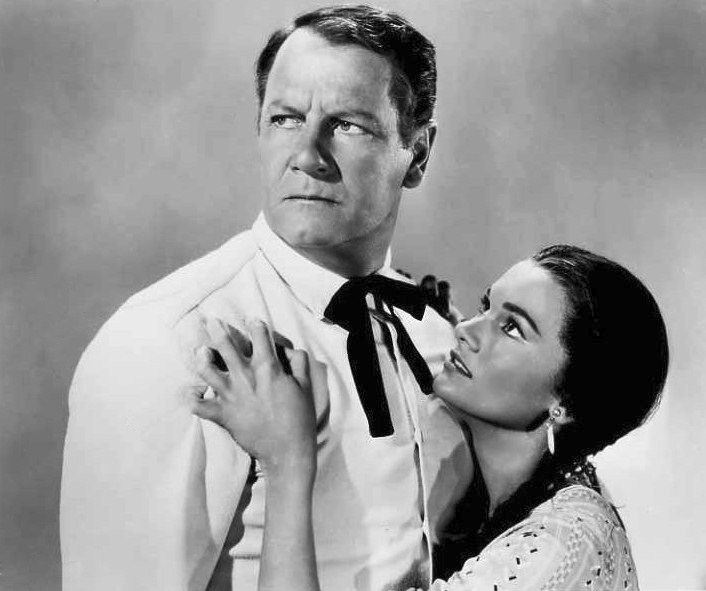
Amb Joel McCrea, A The Oklahoman (1957)

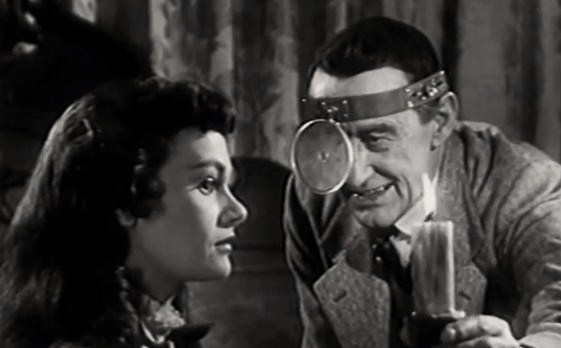
Amb Arthur Shields, a Daughter of Dr. Jekyll (1957)

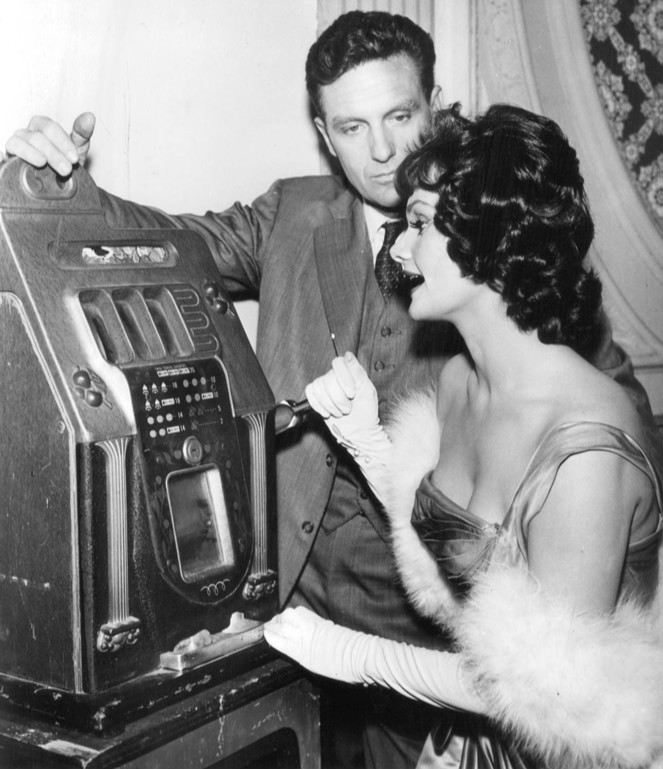
Amb Robert Stack, a la sèrie Untouchables (episodi The Contract, 1962)

El 19 de setembre de 2000, Talbott va morir d'insuficiència renal mentre estava hospitalitzat a Glendale, Califòrnia.

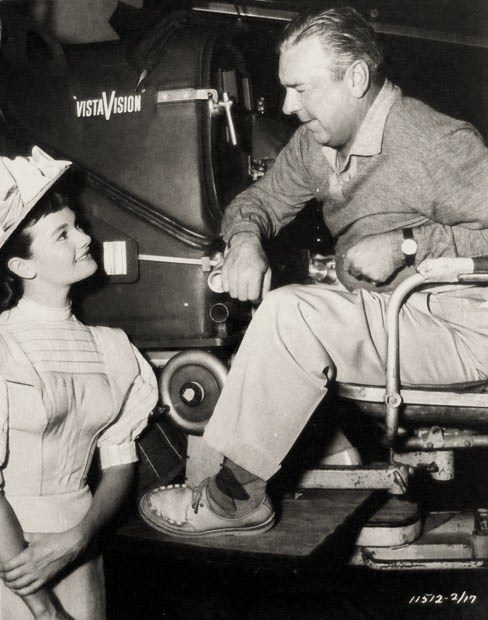
Amb el cap operador Loyal Griggs, al rodatge de We're No Angels (1955)

## Filmografia parcial

### Cinema[9]
- 1937 Maytime de Robert Z. Leonard: Una noieta
- 1944 Sweet and Low-Down d'Archie Mayo: Une adolescent a la pista
- 1945 A Tree Grows in Brooklyn d'Elia Kazan: Una col·legialla
- 1952 Desert Pursuit de George Blair: La jove india
- 1952 We're Not Married! d'Edmund Goulding: La jove al somni d'Hector
- 1953 Northern Patrol de Rex Bailey: Meg Stevens
- 1955 We're No Angels de Michael Curtiz: Isabelle Ducotel
- 1955 Crashout de Lewis R. Foster: La jove al train
- 1955 All That Heaven Allows de Douglas Sirk: Kay Scott
- 1955 Lucy Gallant de Robert Parrish: Laura Wilson
- 1956 Engagement Party de Wilhelm Thiele (curt): Ellen
- 1956 Strange Intruder d'Irving Rapper: Meg Carmichael
- 1957 The Cyclops de Bert I. Gordon: Susan Winter
- 1957 The Oklahoman de Francis D. Lyon: Maria
- 1957 Daughter of Dr. Jekyll d'Edgar G. Ulmer: Janet Smith
- 1957 The Kettles on Old MacDonald's Farm de Virgil W. Vogel: Sally Flemming
- 1957 Taming Sutton's Gal de Lesley Selander: Lou Sutton
- 1959 Àlias Jesse James de Norman Z. McLeod: Príncesa Irawanie
- 1959 Girls Town de Charles F. Haas: Vida
- 1960 Oklahoma Territory d'Edward L. Cahn: Ruth Red Hawk
- 1965 Arizona Raiders de William Witney: Martina
- 1966 An Eye for an Eye: Bri Quince

### Televisió
(sèries, excepte menció contrària)
- 1953 The Backbone of America, Telefilm de Marc Daniels: Janet
- 1955 -1963: Gunsmoke o Marshal Dillon
  - Temporada 1, episodi 4 Home Surgery (1955) de Charles Marqués Warren: Holly Hawtree
  - Temporada 7, episodi 17 Cody's Code (1962) d'Andrew V. McLaglen: Rose
  - Temporada 8, episodi 21 El cosí (1963): Hallie
- 1956 Adventures of Superman
  - Temporada 4, episodi 7 The Girl Who Hired Superman de Philip Ford: Mara Van Cleaver
- 1957 Sugarfoot
  - Temporada 1, episodi 2 Reluctant Hero de Leslie H. Martinson: Linda Brazwell
- 1958 Mickey Spillane's Mike Hammer, primera sèrie 
  - Temporada 1, episodi 13 Stay Out of Town de Boris Sagal: Judy Rogers
- 1958 -1960: Bat Masterson
  - Temporada 1, episodi 12 Trail Pirate (1958) de Bernard Girard: Ellen Parish
  - Temporada 2, episodi 37 Barbary Castle (1960) d'Alan Crosland Jr.: Mary MacLeod
- 1958 -1960: Wanted: Dead or Alive
  - Temporada 1, episodi 2 Fatal Memory, 1958: Jody Sykes
  - Temporada 2, episodi 23 Tolliver Bender, 1960 de George Blair: Adelaide Bender
  - Temporada 3, episodi 13 Three for One, 1960: Jennifer Clay
- 1959 Zorro
  - Temporada 2, episodi 27 The Man from Spain, episodi 28 Treasure for the King, episodi 29 Zorro Takes a Dare: Moneta Esperon
- 1959 -1961: Rawhide
  - Temporada 1, episodi 15 Incident of the Calico Gun, 1959, de Jesse Hibbs: Jenny Watson
  - Temporada 3, episodi 11 Incident of the Broken Word, 1961, de R. G. Springsteen: Lucille Fowley
  - Temporada 4, episodi 8 Incident at the Prairie Elephant, 1961: Jenny
- 1960 Bonanza
  - Temporada 1, episodi 25 Escape to Ponderosa de Charles F. Haas: Nedda
- 1960 -1963: Laramie
  - Temporada 1, episodi 26 Hour After Dawn (1960) de Francis D. Lyon: Maud Pardee
  - Temporada 2, episodi 14 The Passing of Kuba Smith (1961) de Lesley Selander: Jane
  - Temporada 3, episodi 2 Ladies Day (1961) de Lesley Selander: Sally Malone
  - Temporada 4, episodi 13 Naked Steel (1963) d'Harmon Jones: Nora
- 1961 Dr. Kildare
  - Temporada 1, episodi 6 Admitting Service d'Elliot Silverstein: Jerry Cunningham
- 1961 -1965: Death Valley Days
  - Temporada 10, episodi 1 Queen of Spades (1961) de Darren McGavin: Mary Kileen
  - Temporada 12, episodi 19 The Bigger They Are (1964) d'Harmon Jones: Gilda Benning
  - Temporada 13, episodi 25 Kate Melville and the Law (1965) d'Harmon Jones: Kate Melville
- 1962 Wagon Train
  - Temporada 5, episodi 14 The Frank Carter Story: Martha Chambers
- 1962 The Untouchables
  - Temporada 3, episodi 25 The Contract de Bernard L. Kowalski: Jeanne Lauder
- 1965 Lassie
  - Temporada 11, episodi 18 Lassie and the Girl in the Canyon de Christian Nyby: Julia Whitfield
- 1961 - 1966: Perry Mason, primera sèrie
  - Temporada 4, episodi 18 The Case of the Angry Dead Man (1961): Eve Nesbitt
  - Temporada 5, episodi 5 The Case of the Crying Comedian (1961): Ann Gilrain
  - Temporada 6, episodi 24 The Case of the Elusive Element (1963) d'Harmon Jones: Bonnie Lloyd
  - Temporada 9, episodi 25 The Case of the Unwelcome Well (1966) d'Harmon Jones: Minna Rohan